# Niphates rowi
Niphates rowi är en svampdjursart som beskrevs av Ilan, Gugel och van Soest 2004. Niphates rowi ingår i släktet Niphates och familjen Niphatidae. Inga underarter finns listade i Catalogue of Life.